# Gluino
En physique des particules, le gluino est une particule hypothétique, partenaire supersymétrique du gluon.
Comme tous les superpartenaires de bosons, le gluino est un fermion.